# Sue Nabi
Sue Y Nabi, née le 13 février 1968 à Alger, est une entrepreneure et cheffe d'entreprise.

## Biographie
Après avoir passé son bac, Sue Nabi arrive à Grenoble pour entrer en classes préparatoires, avant d'intégrer l'École nationale d'agronomie de Grignon. Là, elle y étudie la biologie, avant de compléter sa formation avec un master en marketing à l'ESSEC,.
Sue Nabi entre chez L'Oréal en 1994 où elle rejoint d'abord Gemey Paris puis Mennen. Elle gravit peu à peu les échelons et accède à la direction de Maybelline, de L'Oréal Paris en 2006, et finalement de Lancôme, en 2009. Au cours de ses années dans le groupe, elle est notamment à l'origine du slogan « Parce que nous le valons bien », utilisé par L'Oréal Paris, et c'est à elle que l'on doit d'avoir « imposé » Jane Fonda comme la première senior dans les publicités L'Oréal, et recruté Julia Roberts pour incarner en tant qu'ambassadrice l'image de la marque Lancôme.
Au début des années 2010, elle fait son coming out trans, tout en demandant initialement aux médias de continuer à la genrer au masculin, « pour [s]es parents »,.
Elle quitte la direction de Lancôme en 2013 après 20 années au sein du groupe, à 45 ans,.
En 2017, Sue Y Nabi crée la ligne de soin végan Orveda,.
En juillet 2020, elle est nommée directrice générale du Groupe Coty, succédant à partir du mois de septembre à Peter Harf, fondateur et associé de JAB Investors, le holding familial des Reimann, propriétaire de Coty. Elle devient ainsi la première femme directrice générale d'un groupe mondial de la beauté.